# Amud 7
Amud 7 es el nombre de catálogo de los restos fósiles de parte de un cráneo y otros huesos postcraneales de un Homo neanderthalensis encontrados en Israel en 1992 y datados en 61 mil años. La publicación del hallazgo estuvo a cargo de Y. Rak et al. en 1994.

## Descripción
Los restos comprenden un cráneo parcial que conserva la mandíbula, varios dientes y huesos de la caja torácica, como costillas, pertenecientes a un bebé de unos diez meses.